# 石海东
石海东（1969年11月—），陕西眉县人，中国人民解放军大校，现任龙岩军分区大校政治委员。
2020年10月，石海东任龙岩军分区政治委员。他还是福建省第十四届人大代表。